# Kartäuser

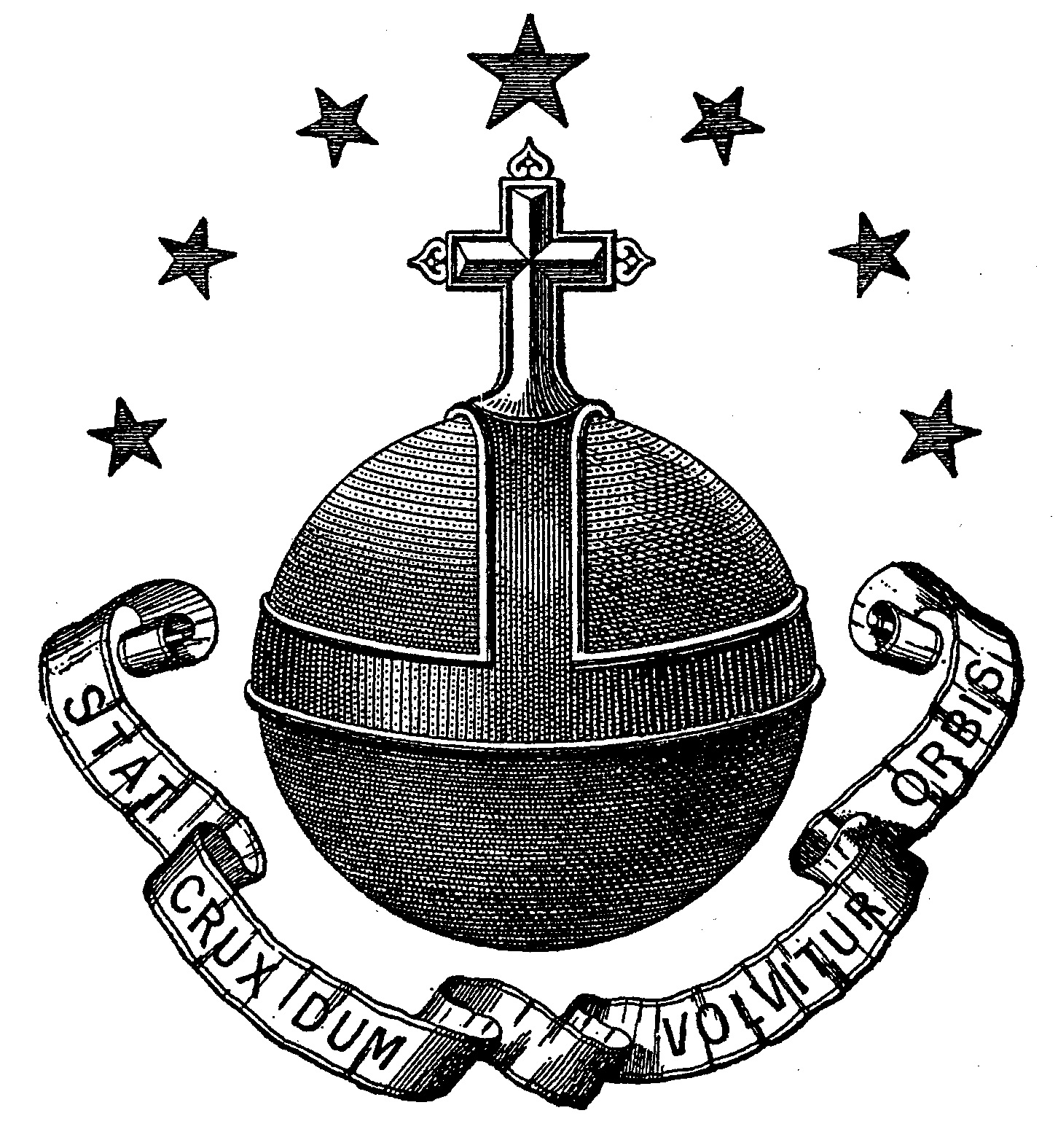
Wappen des Kartäuserordens

Die Kartäuser (lateinisch Ordo Cartusiensis, Ordenskürzel OCart) sind ein Orden in der römisch-katholischen Kirche, der die eremitische mit der zönobitischen Lebensweise verbindet. Der Orden geht auf den heiligen Bruno von Köln zurück. Der Wahlspruch der Kartäuser lautet Stat crux dum volvitur orbis (Das Kreuz steht fest, während die Welt sich dreht).

## Geschichte

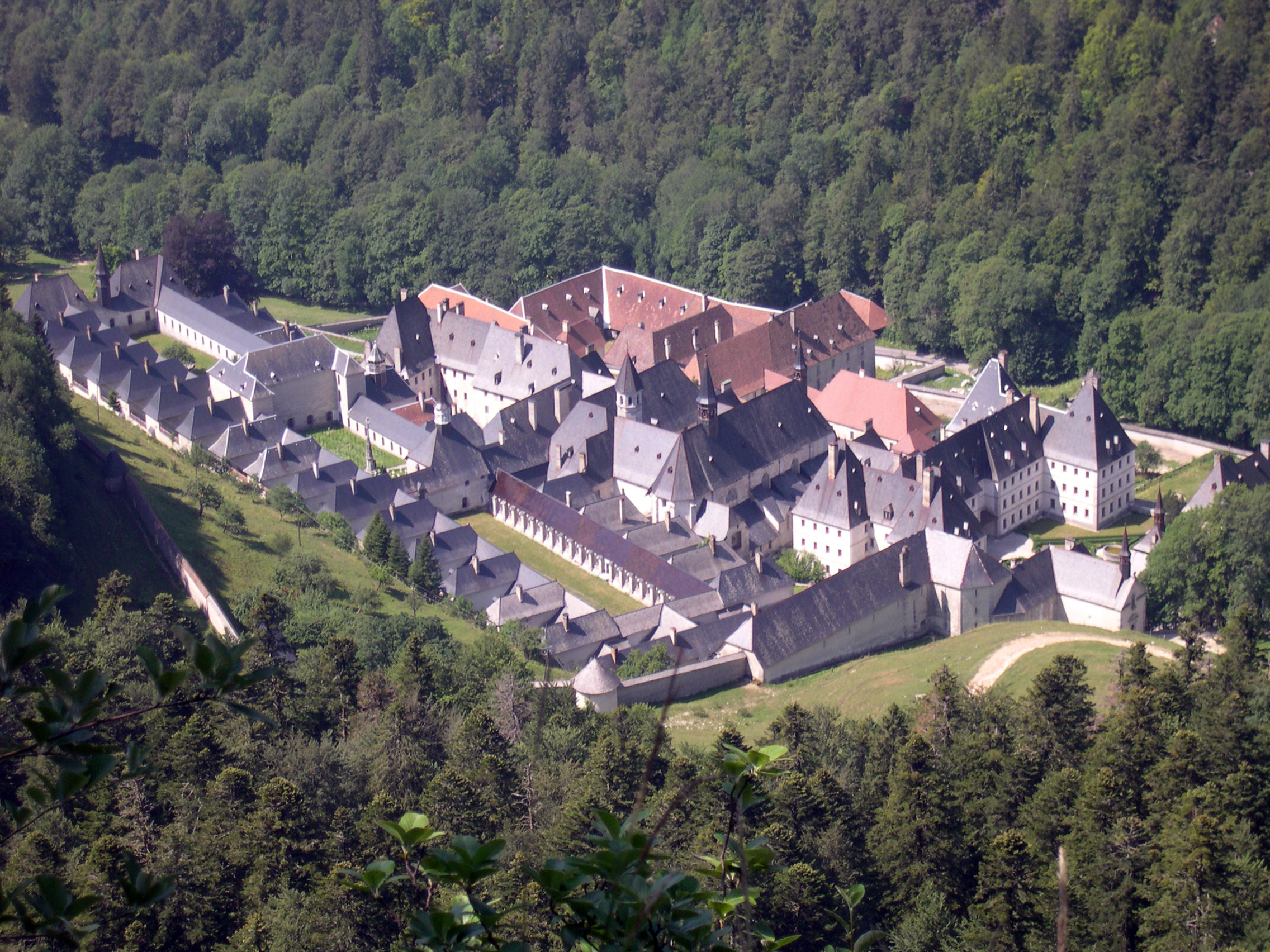
La Grande Chartreuse, das Mutterkloster des Kartäuserordens

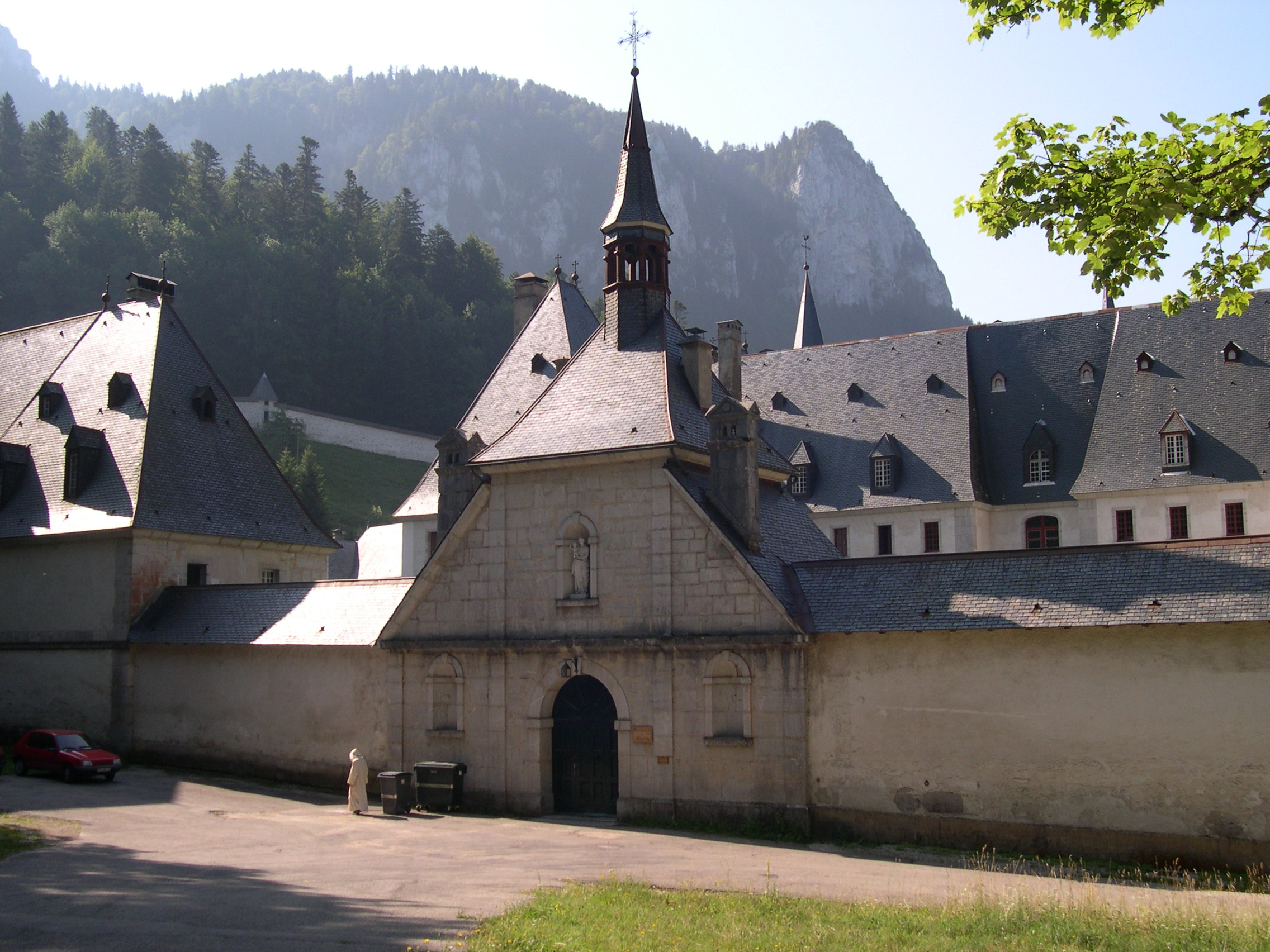
Haupteingang der Großen Kartause, in Saint-Pierre-de-Chartreuse, département Isère.

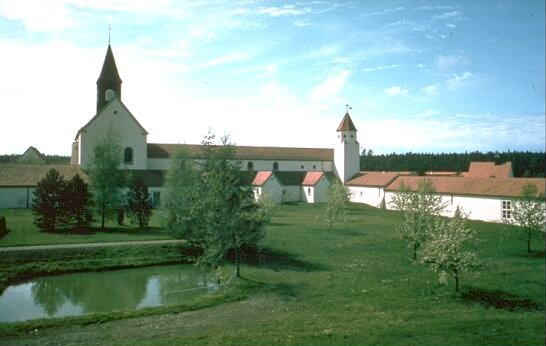
Die Kartause Marienau in Deutschland

### Gründung
1084 zog sich der heilige Bruno von Köln, der Begründer des Kartäuserordens, mit sechs Gefährten in die Chartreuse zurück, eine einsame Gebirgsgegend bei Grenoble in Frankreich. Das Land wurde ihnen vom heiligen Hugo (um 1053–1132), dem damaligen Bischof von Grenoble, aufgrund einer Vision zur Verfügung gestellt. Er hatte im Traum gesehen, wie sich in La Chartreuse sieben Sterne niederließen. Bruno und seine Gefährten bauten sich kleine Eremitagen sowie die für ein Kloster notwendigen Gemeinschaftsräume und eine Kirche. Alle Räume wurden durch einen Kreuzgang verbunden. Bald schlossen sich ihnen weitere Männer an. Die Gemeinschaft wuchs und La Grande Chartreuse, die Große Kartause, das Mutterkloster des Kartäuserordens, entstand und gab dem Orden seinen Namen.
Bruno selbst schrieb keine Ordensregel. Die Lebensweise der ersten Einsiedler sollte einfach von allen zukünftigen übernommen werden. Erst nachdem sich auch in anderen Ländern Männer der Lebensweise des heiligen Bruno anschlossen, mussten die Lebensgewohnheiten der Kartäuser schriftlich niedergelegt werden. So verfasste 1127 der heilige Guigo I., der von 1109 bis 1136 als fünfter Prior die Große Kartause leitete, die Consuetudines Cartusiae, die Lebensgewohnheiten der Kartäuser. 1133 wurde die Regel von Papst Innozenz II. approbiert. 1170 wurde die Gemeinschaft von Papst Alexander III. als Orden anerkannt. Weitere Veränderungen wurden in den Jahren 1259 (Statuta antiqua), 1367 (Statuta nova), 1509 (Tertia compilatio statutorum) und 1581 (Nova collectia statutorum ordinis cartusiensis) vorgenommen.
1145 schlossen sich erstmals Frauen zusammen, die die Lebensweise der Kartäuser übernahmen, und gründeten damit den weiblichen Zweig des Ordens. Im 18. Jahrhundert bestanden fünf Kartäuserinnenklöster.
Trotz der strengen Lebensweise breitete sich der Orden nach einigen anfänglichen Schwierigkeiten ab etwa 1200 rasch aus. So gab es 1137 vier Kartausen, 1151 waren es 14 und 1258 schließlich 56 Ordenshäuser, im 14. Jahrhundert 175 und im 15. Jahrhundert 220. Seine Blütezeit hatte der Orden im Spätmittelalter zur Zeit der Mystik (Gründungswelle um 1480). Einen besonderen Einfluss auf die Entwicklung des Ordens hatte die Bewegung der Devotio moderna, in deren Zuge das Phänomen der Stadtkartausen aufkam. Kartausen wurden bis zu jener Zeit in abgelegenen Gegenden gegründet, nun aber kam es zu Neugründungen in Städten, beispielsweise in London und Köln. Stadtkartausen wurden zu Zentren des Humanismus. Der Orden war zwischen 1378 und 1415 während des Großen abendländischen Schismas in einen römischen und einen avignonesischen Zweig geteilt. Nach dem Ende des Schismas traten auch die beiden konkurrierenden Generaloberen zurück, und Johannes von Grazienburg trat an die Spitze des Ordens. 1508 bestimmte der Papst, dass immer der Prior der Chartreuse die Kartäuser leiten sollte.

### Reformation

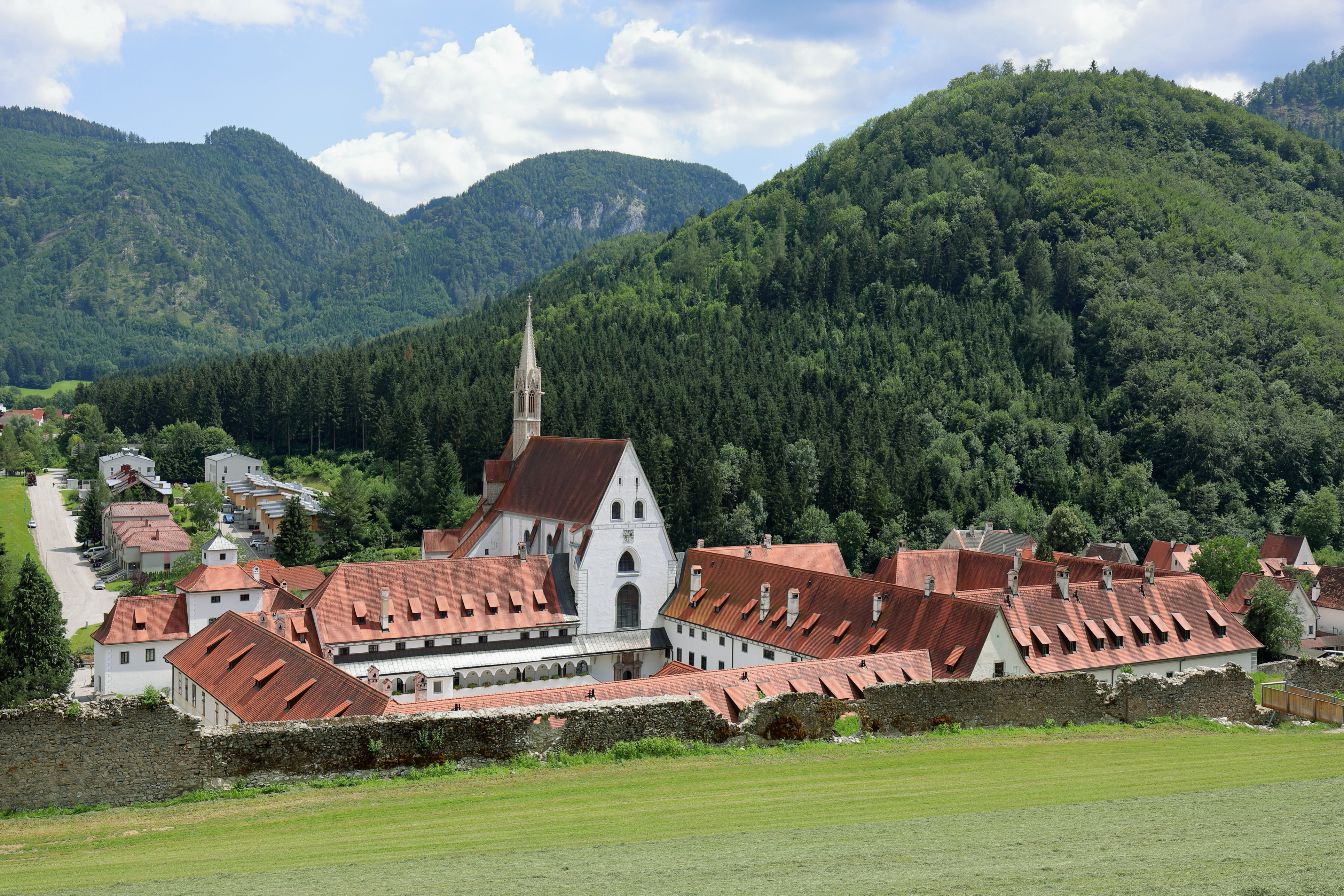
Ehemalige Kartause Gaming; größtes Kartäuserkloster der deutschen Ordensprovinz und 1782 aufgelöst

Die Reformation führte im 16. Jahrhundert zu einem starken Rückgang des Ordens in den protestantischen Gebieten. Seither stagnierte die Zahl der Kartäusermönche und -nonnen bzw. fiel kontinuierlich. In England wurden die Kartäuser unter König Heinrich VIII. verfolgt, da sie sich weigerten, ihn als Oberhaupt der Kirche Englands anzuerkennen. Insbesondere gegen die Mönche der Londoner Kartause ging der König brutal vor. Im Zuge der Aufklärung wurde der Nutzen der kontemplativen Kartäuser in Frage gestellt und viele Kartausen aufgehoben, beispielsweise 1782 unter Kaiser Joseph II. Durch Aufklärung, Josephinismus, Französische Revolution und den Reichsdeputationshauptschluss sank die Zahl der Kartausen noch einmal stark ab (während sie um 1700 noch 168 betragen hatte).

### Gegenwart
In Deutschland wurden mit der Säkularisation alle Kartausen aufgehoben. 1869 wurde in Unterrath bei Düsseldorf die Kartause Maria Hain als neue Kartause auf deutschem Boden gegründet. In der Großen Kartause konnten sich Widerstandskämpfer zur Zeit des Nationalsozialismus verstecken.
Heute sind die Kartäuser – neben den Zisterziensern strengerer Observanz – der einzige Männerorden, der sich das hochmittelalterliche Ideal eines strikt kontemplativen Lebens erhalten hat. Andere ursprünglich kontemplative Orden, wie Benediktiner und Zisterzienser, haben sich im Laufe ihrer Geschichte der Welt geöffnet und Aufgaben vor allem in den Bereichen Seelsorge und Lehre übernommen.
2004 zählten die Kartäuser 18 Mönchs- und 4 Nonnenklöster, in denen 335 Brüder (darunter 170 Priestermönche) und 48 Nonnen lebten. In den letzten 50 Jahren hat der Orden etwa 50 % der Mitglieder verloren. Niederlassungen bestehen in Europa, Amerika und Asien. Im deutschsprachigen Raum gibt es ein Männerkloster der Kartäuser, die Kartause Marienau, in Bad Wurzach, Baden-Württemberg. Gegründet wurde sie 1964 als Ersatz der 1869 errichteten Kartause Maria Hain bei Düsseldorf, da sich die Kartäuser wegen des Ausbaus des Flughafens dort zurückziehen mussten.

## Mönche

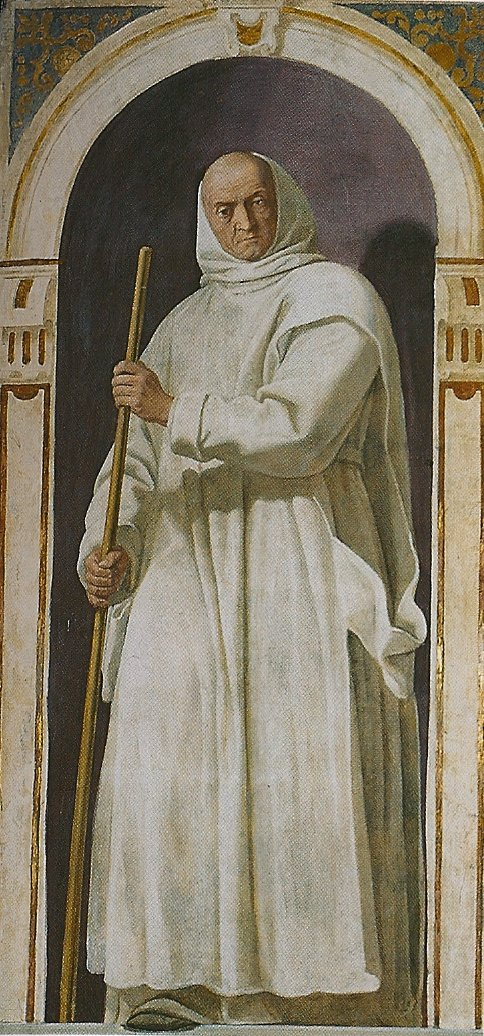
Kartäusermönch Odo von Novara, Fresco 1629

„Unser Bemühen und unsere Berufung bestehen vornehmlich darin, im Schweigen und in der Einsamkeit Gott zu finden“ (Statuten 12,1). Die Suche nach Gott in Schweigen und Einsamkeit ist allen Kartäusern gemein. Je nach Eignung und persönlicher Mentalität lebt der einzelne Kartäuser seine Berufung. Die Kartäuser unterscheiden daher drei Arten von Mönchen:
- Priestermönche (lat. Patres), auch Chormönche oder wegen der um den Großen Kreuzgang angeordneten Zellen, die sie bewohnen, auch Kreuzgang- bzw. Zellenmönche genannt,
- Brüdermönche (lat. Fratres conversi), auch Laienbrüder oder Konversen genannt, und
- Donaten.

### Chormönche
Die Chormönche leben in um den großen Kreuzgang herum gebauten kleinen Häuschen mit Garten. Diese Häuschen bestehen aus vier Räumen: Beim Betreten der Zelle gelangt der Mönch zunächst in einen Vorraum, der das Häuschen mit dem Kreuzgang verbindet. Dieser Raum heißt Ave Maria, ein Raum mit einem Marienaltar, in dem der Mönch beim Betreten und Verlassen des Häuschens ein Ave Maria betet. Der Hauptraum ist das Cubiculum mit einem Arbeitstisch, einem Tisch zum Essen, einem kleinen Oratorium, einem Kleiderschrank, einem Bett und einem Ofen. Die Mönche schlafen auf einem Strohbett. Traditionell gibt es zum Waschen nur kaltes Wasser. Auch ein Handwerksraum gehört zum Häuschen, in dem der Mönch das Holz für seinen Ofen hackt und seiner Handarbeit nachgeht. Die Häuschen sind traditionell zweigeschossig, werden aber bei modernen Gründungen auch eingeschossig gebaut.

#### Tagesablauf

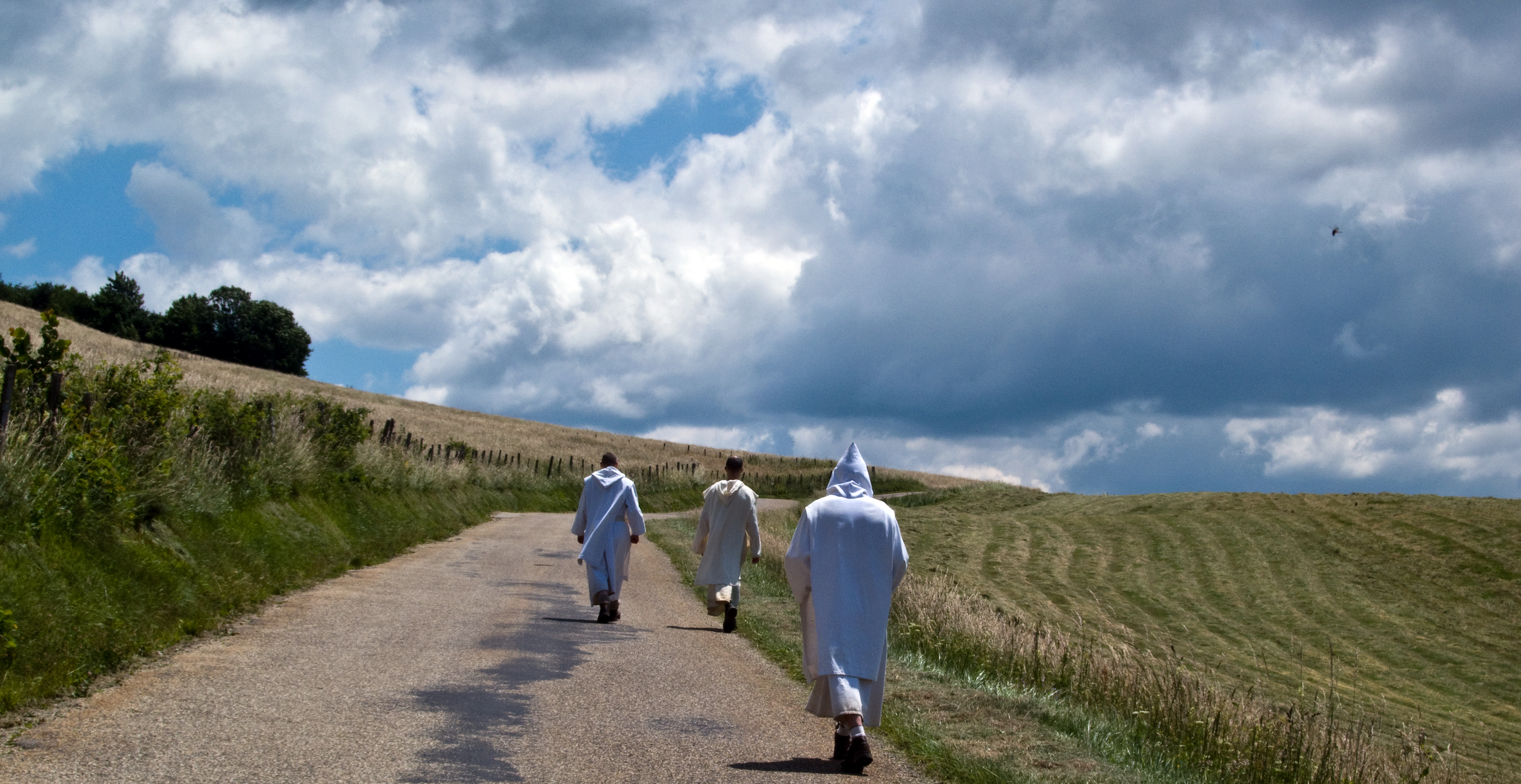
Kartäuser der Kartause von Portes beim sonntäglichen Spaziergang

Der Tagesablauf eines Chormönchs beginnt um 23:30 Uhr. Nach etwa vierstündigem Schlaf steht er das erste Mal auf und beginnt mit den anderen Mönchen in der Kirche das Stundengebet, das bei den Kartäusern noch aus acht Gebetszeiten (Matutin, Laudes, Prim, Terz, Sext, Non, Vesper und Komplet) besteht, nach dem Psalmwort: „Siebenmal am Tag singe ich dein Lob und nachts stehe ich auf, um dich zu preisen“ (Verbindung aus (Ps 119,164 ) und (Ps 119,62 )). Ist das Nachtoffizium, das aus Matutin und Laudes besteht und von allen gemeinsam in der Kirche gebetet wird, beendet (die Dauer beträgt zwei bis drei Stunden), legt sich der Mönch zu einem zweiten, etwa vierstündigen Schlaf ins Bett. Um 06:30 Uhr steht er zum zweiten Mal zum Offizium und zur Betrachtungszeit auf. Um 7 Uhr versammeln sich alle Patres in der Kirche zur fünfzehnminütigen eucharistischen Anbetung und zur anschließenden Konventmesse. Danach feiern die Patres, jeder für sich, in kleinen Kapellen Stillmessen, ggf. mit einem Novizen als Ministrant. Im weiteren Verlauf des Tages wechseln sich Gebet (insgesamt etwa acht Stunden), Studium und Handarbeit ab. Nachtruhe ist spätestens um 19:30 Uhr. Die Chormönche essen außer am Sonntag, an dem das Mittagessen gemeinsam im Refektorium stattfindet, allein. Ein Frühstück gibt es für die Chormönche traditionell nicht. Im Winterhalbjahr, von Kreuzerhöhung bis Karsamstag, gibt es nur mittags eine warme Mahlzeit und abends etwas Brot und ein Getränk. Eine gemeinsame Rekreation gibt es nur sonntags. Wöchentlich findet ein gemeinsamer etwa vierstündiger Spaziergang (spatiamentum) der Patres statt.

#### Ausbildung

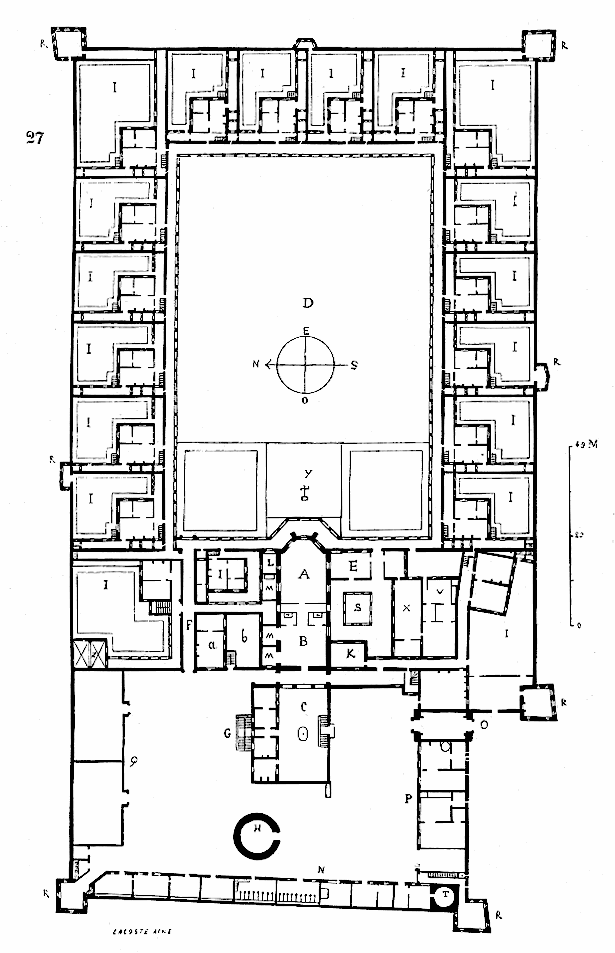
Plan der Kartause von Clermont, 1856

Die Ausbildung zum Chormönch dauert mindestens sieben Jahre. Wer Chormönch werden will, muss mindestens 20 Jahre alt sein und einen Schulabschluss haben, der zum Hochschulstudium berechtigt. Daneben muss er Kenntnisse in Latein haben und singen können. Beides kann er sich aber auch noch nach seinem Eintritt in den Orden aneignen. Neben diesen äußerlichen Voraussetzungen halten die Kartäuser vor allem die innere Einstellung eines Kandidaten für wichtig. Wer in den Orden eintreten möchte, muss sich mit dessen Spiritualität identifizieren können. Ein Interessent verbringt zunächst eine Probezeit (Postulat) von drei bis zwölf Monaten in der Kartause. In dieser Zeit soll er die Lebensweise der Mönche kennen lernen und prüfen, ob er dafür geeignet ist. Umgekehrt prüft auch der Orden in dieser Zeit, ob der Kandidat sich für das Kartäuserleben eignet. Ist das Postulat beendet und entscheidet sich der Kandidat zu bleiben, so wird von den Chormönchen (traditionell mit schwarzen und weißen Bohnen) abgestimmt, ob der Kandidat bleiben darf. Stimmen die Patres für den Kandidaten, so folgt seine Aufnahme ins Noviziat und seine Einkleidung mit dem Habit des Ordens, der aus einer ungebleichten Tunika und einem Skapulier mit Kapuze besteht. Für die Dauer des Noviziats trägt der Novize außerhalb seiner Zelle einen schwarzen Chormantel über dem Habit.
Das Noviziat dauert zwei Jahre, wobei der Novize ab dem zweiten Noviziatsjahr mit dem ordensinternen Studium der Theologie beginnt. Nach Beendigung des Noviziats muss sich der Kandidat wieder entscheiden, ob er den Weg im Orden weiter gehen will, und die Chormönche stimmen erneut über sein Bleiben ab. Bleibt der Novize im Orden, so legt er nun die zeitliche Profess ab und bindet sich damit für drei Jahre an den Orden. Diese Gelübde werden dann für weitere zwei Jahre erneuert. Wenn sich danach Orden und Mönch füreinander entscheiden, legt der Mönch die feierliche Profess ab und bindet sich damit lebenslang an den Orden. Traditionell werden bei den Kartäusern alle Chormönche zu Priestern geweiht. „Der Zellenmönch wird nach dem Vorbild Christi Priester und Opfer zugleich, Gott zum lieblichen Wohlgeruch, und durch die Gemeinschaft mit dem Opfer des Herrn erhält er Anteil an den unergründlichen Reichtümern seines Herzens“ (Statuten 3,8). Wenn nach der Entscheidung des Priors die Zeit gekommen ist, dass der Mönch die Weihen empfängt, wird ihm die Diakonenweihe und frühestens sechs Monate danach die Priesterweihe gespendet.

### Brüdermönche

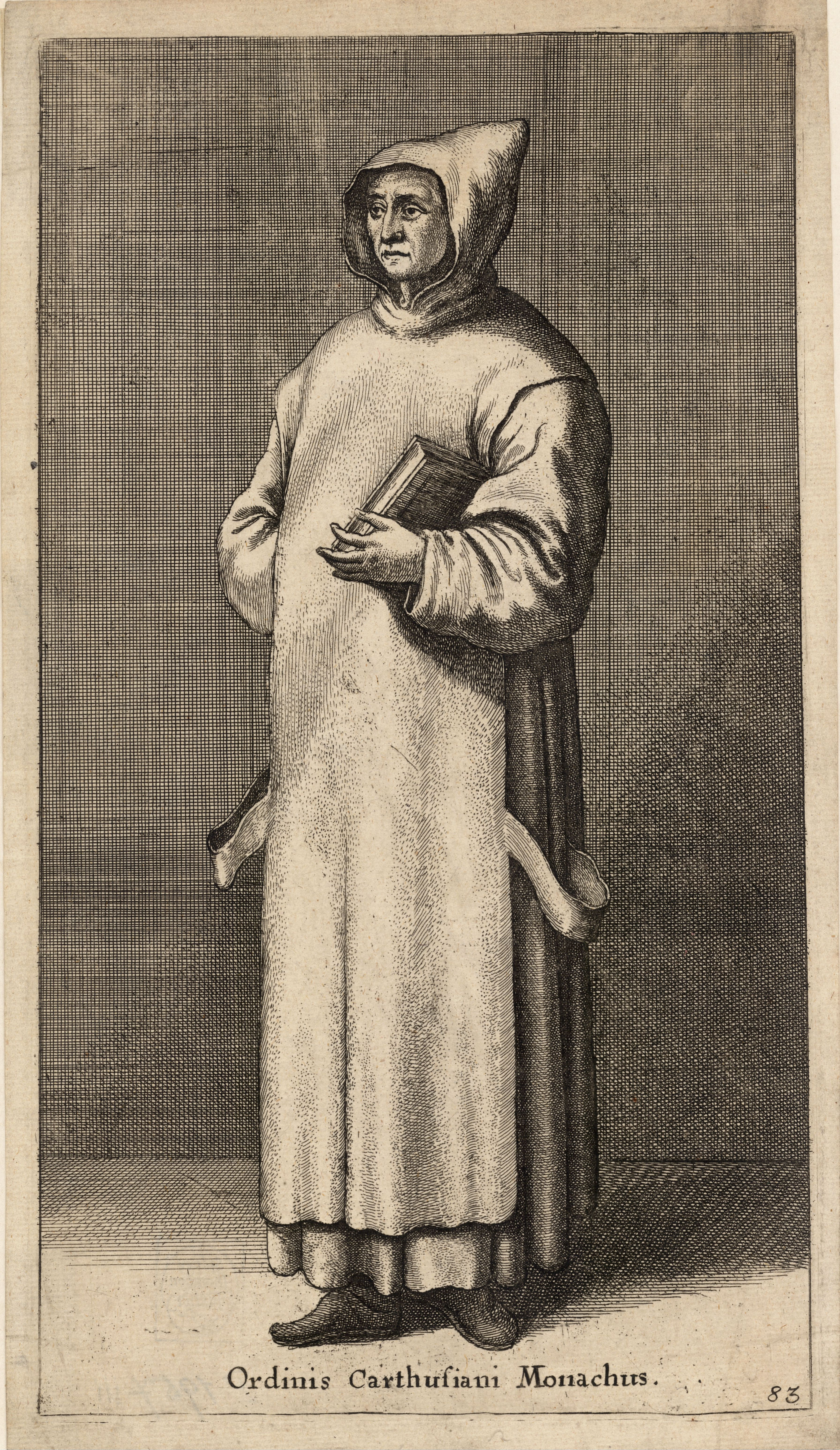
Ordenshabit der Kartäuser, 17. Jahrhundert

Neben den Patres leben in den Kartausen auch Brüdermönche. „Die Brüder haben eine eigene Form des einsamen Lebens. Sie sorgen durch ihre Arbeit für die Bedürfnisse des Hauses, die ihnen in besonderer Weise anvertraut sind. Dank der Hilfe der Brüder können sich die Zellenmönche freier dem Schweigen der Zelle hingeben“ (Statuten 11,5). Während sich die Chormönche vornehmlich dem Gebet widmen, ist bei den Brüdern die Handarbeit stärker betont. Chor- und Brüdermönche ergänzen sich in ihren Lebensweisen gegenseitig. Die Chormönche könnten nicht ohne die Brüder auskommen, die sie versorgen, und die Brüder könnten nicht ohne die Patres auskommen, die ihnen die Sakramente spenden und sie seelsorgerisch betreuen.
Die Brüdermönche leben getrennt von den Chormönchen in einem eigenen Gebäude. Traditionell haben die Brüder kein eigenes Haus, sondern nur eine Zelle, die dem Cubiculum der Patres entspricht. Tagsüber verlassen die Brüder ihre Zelle, um in ihren Werkstätten (Oboedienzen) oder sonstigen Tätigkeitsbereichen (Pforte, Klosterverwaltung, Sakristei) zu arbeiten. Damit die Brüder ihre Aufgaben erfüllen können, gelten für sie weniger strenge Regeln. So ist das tägliche Offizium nicht so umfangreich wie das der Patres. Auch gelten für sie weniger strenge Fastenregeln. So gibt es für die Brüder auch Frühstück. Außerdem sind die Klausurvorschriften für sie weniger streng. Vornehmlich die Brüder erledigen alles Nötige in den umliegenden Städten.
Hauptsächlich sorgen die Brüder durch ihre handwerklichen Tätigkeiten für den Unterhalt der Kartausen. Berühmt sind die Kartäuser für ihre Tier- und Pflanzenzucht; die Kartäuserpferde, Kartäuserrosen und die Kartäusernelken. Die Kartäuserkatze heißt nur wegen ihrer grauen Fellfarbe so, hat aber nichts mit dem Orden zu tun. Haupteinnahmequelle des Ordens ist der bekannte Kartäuserlikör Chartreuse, der in einer eigenen Fabrik in Voiron (nahe der Großen Kartause) aus einer Mischung von 130 Kräutern hergestellt und von dort in alle Welt verkauft wird.
Wer als Bruder in eine Kartause eintreten möchte, muss mindestens 20 Jahre alt sein und eine abgeschlossene Berufsausbildung, vorzugsweise eine handwerkliche, haben. Der Ausbildungsweg ist ähnlich dem der Chormönche. Nach dem Postulat, das drei bis zwölf Monate dauert, erfolgt die Einkleidung und die Aufnahme ins Noviziat, das zwei Jahre dauert. Danach legt der Bruder seine erste Profess für drei Jahre und daran anschließend eine weitere Profess auf zwei Jahre ab. Entschließt er sich nach dieser Zeit zu bleiben, bindet er sich in der ewigen Profess für immer an den Orden.

### Donaten
Die Donaten haben den gleichen Aufgabenbereich wie die Brüder. Sie unterscheiden sich von ihnen dadurch, dass sie sich nicht mit Gelübden an den Orden binden, sondern mit ihm einen Donationsvertrag abschließen. Donaten haben den gleichen Ausbildungsweg wie die Brüder. Nach dem ersten Noviziatsjahr kann sich ein Brudernovize entschließen, Donate zu werden. Statt der zeitlichen Profess auf zunächst drei und dann noch einmal zwei Jahre, legt der Donate eine zeitliche Donation auf drei und dann zwei Jahre ab. Daran schließt sich die ewige Donation an, wenn der Donate im Orden bleiben möchte.
Im Kloster selbst leben die Donaten in persönlicher Armut, jedoch können sie außerhalb des Klosters Eigentum haben und frei darüber verfügen. In der Gestaltung ihres Tagesablaufes sind sie freier als die Brüder und können auch sonst Erleichterungen gewährt bekommen.

## Nonnen

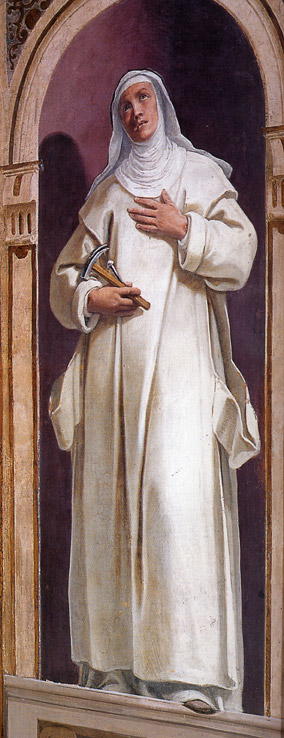
Kartäusernonne Beatrix d’Ornacieux, Fresco 1629

Seit 1145 gibt es auch Kartäuserinnen. Zunächst unterschied sich ihre Lebensform noch von der der Mönche. Im Hinblick auf Abgeschiedenheit und Fasten war das Leben der Schwestern nicht so streng wie das der Mönche. So lebten die Nonnen nicht in eigenen Häuschen, sondern in abgetrennten Zimmern. Das Essen nahmen sie täglich gemeinsam ein und eine gemeinsame Rekreation gab es nicht nur einmal in der Woche, sondern täglich. Mit der Zeit kam bei den Kartäuserinnen der Wunsch auf, das Ordensideal authentischer zu leben. So kam es in den 1970er Jahren zur Gründung zweier Frauenkonvente, die ein weitgehend der Lebensweise der Mönche entsprechendes Leben führen wollten. 1971 wurde die Kartause Beauregard (bei Voiron nahe der Großen Kartause) von Schwestern bezogen. 1977 kamen Kartäuserinnen in die Kartause Vedana (Italien), die bisher von Kartäusermönchen bewohnt wurde, von ihnen aber wegen Nachwuchsmangels aufgegeben werden musste und seit 2014 auch von den Nonnen wegen Nachwuchsmangel aufgegeben wurde. 1978 siedelte die in der Zwischenzeit gewachsene Gemeinschaft von Beauregard in die neu gebaute Kartause Reillanne in der Haute-Provence über. Heute hat der Orden insgesamt fünf Konvente für Nonnen, davon zwei in Frankreich sowie je einen in Italien und Spanien. In Südkorea, wo 2004 die Kartause Sudowon von Mönchen bezogen wurde, wurde im Jahr 2008 mit der Kartause der Verkündigung auch ein Frauenkonvent gegründet.
Auch bei den Nonnen gibt es drei Arten von Konventsmitgliedern: Chorschwestern, Konversschwestern und Donatinnen. Die Aufgabenverteilung ist prinzipiell die gleiche wie bei den Mönchen. Auf Wunsch wird den Schwestern im Rahmen der feierlichen Profess die Jungfrauenweihe gespendet. Bei der Jungfrauenweihe erhalten die Kartäuserinnen vom Bischof neben den traditionellen Insignien von Ring und Schleier auch die Stola überreicht. Sie tragen die Stola unter anderem bei der Verkündigung des Evangeliums in der Matutin. Das ist eine Besonderheit im Eigenrecht der Kartäuser. Die Chorschwestern verrichten in ihren Zellen als Handarbeit vornehmlich Näharbeiten oder Paramentenstickerei. Geleitet werden die Nonnenklöster von einer Priorin. Der Habit ist wie der der Mönche naturfarben. Dazu tragen die Professen einen schwarzen Schleier, die Novizinnen einen weißen. In den Kartausen der Schwestern wohnen außerdem in einem eigenen Gebäudetrakt etwas abseits von den Nonnen noch drei Kartäusermönche, zwei Patres und ein Bruder. Die Patres, die im Frauenkonvent die Stellung eines Vikars und eines Koadjutors einnehmen, sind für die Seelsorge und Sakramentenspendung im Kloster zuständig. Der Bruder hilft den Konversschwestern bei den anfallenden Arbeiten.
Beim Bau der Kartause Reillanne wurde die in der letzten Zeit im Orden laut gewordene Überlegung, auch den Brüdern bzw. Konversschwestern Häuschen mit Garten zu bauen, die der Förderung der Einsamkeit zuträglicher sind als einfache Zellen, umgesetzt. Die Erfahrungen mit dieser Neuerung sind gut, und so könnte sie bald zum ordensweiten Standard werden.

## Organisation
Oberstes Organ des Kartäuserordens ist das Generalkapitel, das alle zwei Jahre in der Großen Kartause abgehalten wird und aus den Prioren der einzelnen Häuser besteht. Dies ist gewissermaßen die Legislative des Ordens. Von ihr wird ein Gremium, das sog. Definitorium, gewählt, das aus acht Mönchen besteht und gewissermaßen die Exekutive darstellt. Während des Generalkapitels sollen alle wichtigen Angelegenheiten des Ordens geregelt werden. In der Zeit zwischen zwei Generalkapiteln wird der Orden vom Prior der Großen Kartause, dem Reverendus Pater, geleitet, der, obwohl er dem ganzen Orden vorsteht, nur von den Mönchen der Großen Kartause gewählt wird. Als Oberer eines Einsiedlerordens verlässt er während seiner Amtszeit die Große Kartause nie. So ist es für ihn unmöglich, beispielsweise zum Heiligen Stuhl nach Rom zu reisen und den Orden dort zu vertreten. Dies übernimmt stattdessen ein dazu beauftragter Pater.
Die einzelnen Kartausen werden von einem Prior geleitet, der von den Mönchen des jeweiligen Hauses auf zwei Jahre gewählt wird. Der Stellvertreter des Priors ist der Vikar. Ein Prokurator ist für die Finanzen zuständig. Der Novizenmeister (Magister) ist für die Ausbildung der Paternovizen zuständig. Die Ausbildung der Brüder- und Donatennovizen übernimmt normalerweise der Vikar.
Zur Erhaltung der klösterlichen Disziplin wird jede Kartause alle zwei Jahre von zwei Prioren anderer Kartausen visitiert.
Der bekannte Spruch Papst Innozenz’ XI. „Cartusia numquam reformata, quia numquam deformata“ – „Die Kartause wurde nie reformiert, da sie nie deformiert wurde“ – weist auf die Treue der Kartäuser zu ihren Ursprüngen hin. Jedoch hat auch der Kartäuserorden im Laufe der Zeit Veränderungen in seinen Regeln erfahren. So musste beispielsweise 1917 die bis dahin vorgeschriebene Beichte beim Prior in Angleichung an das Kirchenrecht abgeschafft werden. Nach dem Zweiten Vatikanischen Konzil wurden zu Beginn der 1970er Jahre die „Erneuerten Statuten des Kartäuserordens“ abgefasst. Diese wurden zuletzt 1983, wiederum in Angleichung an das Kirchenrecht, und nochmals 1987 geändert.

## Spiritualität
Grundlage der Spiritualität der Kartäuser ist ein Leben in der Erwartung der Wiederkunft Christi (Parusie). Zurückgezogen in der Einsamkeit sorgen sie sich, nur Christus zu gefallen und ein Leben nach dem Evangelium in der Nachfolge Christi zu führen. Ihre Spiritualität lässt sich in dem Satz zusammenfassen: „Zum Lob der Herrlichkeit Gottes hat Christus, das Wort des Vaters, durch den Heiligen Geist von Anfang an Menschen auserwählt, um sie in die Einsamkeit zu führen und in inniger Liebe mit sich zu vereinigen“ (Statuten 1,1). Einen besonderen Stellenwert in der Spiritualität der Kartäuser nimmt das Jesusgebet ein.
Charakteristisch für die Kartäuser ist ihr Schweigen, ihre Einsamkeit und ihr Gebet. Die Einsamkeit der Kartäuser bedeutet Trennung von der Welt, die sich insbesondere dadurch auszeichnet, dass sie auf jedes Apostolat verzichten. Sie haben keinen direkten Zugang zu Massenmedien. Nur der Prior liest täglich die Zeitung und informiert die Mönche über wichtige Ereignisse. Besucher sind nicht zugelassen, außer Ordensinteressenten und den Angehörigen der Kommunitätsmitglieder, die jährlich für zwei Tage in die Kartause zu Besuch kommen dürfen.
Das Leben der Kartäuser ist hauptsächlich dem Gebet gewidmet. Entsprechend ihrer Lebensweise haben sie eine eigene Liturgie, die ihrer Lebensart angepasst ist. Es entspricht der zurückgezogenen Daseinsweise des Ordens, dass die Kartäuser in über 900 Jahren nur wenige Bischöfe hervorgebracht haben und nur sehr wenige Heilige kanonisiert wurden. Drei Heilige und fünfzehn Selige, die 1535–1540 während der Reformation in England hingerichtet wurden, weil sie den Eid auf König Heinrich VIII. verweigerten, werden als Märtyrer von London verehrt. Unter den Märtyrern von Roermond waren auch zwölf Kartäusermönche.
Nicht weniger bedeutsam zur Entfaltung ihrer Spiritualität als die Schriftlesung, das stille Gebet und der Gottesdienst ist für die Kartäuser die praktische Tätigkeit als handwerkliche und Gartenarbeit. Ihre Gärten sind „individueller und spiritueller Freiraum des eremitischen Lebens“.
Die Kartäuser sind Vegetarier. Strikte Fastenzeiten bestimmen ihr Leben, so wird beispielsweise jeden Freitag bei Wasser und Brot gefastet. Frühstück gibt es traditionell bei den Kartäusern nicht, bei den Kartäuserinnen ist es jedoch üblich, morgens nach der Messe eine kleine Stärkung, normalerweise etwas Brot und ein Getränk, zu sich zu nehmen. Die erste Mahlzeit des Tages ist das Mittagessen. Im Sommerhalbjahr, von Ostern bis Kreuzerhöhung, gibt es außerdem ein warmes Abendessen. Im Winterhalbjahr hingegen begnügen sich die Kartäuser abends mit etwas Brot und einem Getränk.
Alle Kartausen sind – bis auf wenige, historisch bedingte Ausnahmen – Maria, der Mater singularis Cartusiensium, der einzigartigen Mutter der Kartäuser, geweiht. Sie ist die oberste Patronin des Ordens und nimmt einen besonderen Platz in der Spiritualität der Kartäuser ein. Ihr zu Ehren wird täglich eine Votivmesse gefeiert und neben dem kirchlichen Stundengebet auch das Marienbrevier gebetet. Zweiter Ordenspatron ist der Heilige Johannes der Täufer.
Durch ihre Lebensart wollen die Kartäuser der Welt ein Zeugnis geben; ihren konsequent gelebten Glauben betrachten sie als die beste Predigt, die es gibt. Sie sehen ihr Leben auch als stellvertretenden Gottesdienst für diejenigen an, die nicht beten wollen oder können und möchten stellvertretend Buße für all jene leisten, die sich ihrer Sünden nicht bewusst sind.

## Kartäuser im Film
Im Jahr 2005 hat Philip Gröning den bisher einzigen Dokumentarfilm Die große Stille (frz.: Le grand silence) fertiggestellt, der in der Großen Kartause bei Grenoble gedreht wurde und starke Beachtung fand. Er erhielt 2005 den bayerischen Filmpreis (Bester Dokumentarfilm) und wurde mit dem europäischen Filmpreis 2006 ausgezeichnet.
Um einen Kartäusermönch dreht sich auch der Spielfilm Broken Silence (1995).

## Bestehende und ehemalige Kartausen
Eine internationale Liste der bestehenden Kartausen bietet der Artikel Kartause, eine Liste der bestehenden und aufgelösten Kartausen findet man in der Liste der Kartäuserklöster.

### Zur Ordensgeschichte
- Bernard Andenmatten: Les chartreux en Suisse (= Helvetia Sacra. Band III/4). Schwabe, Basel 2006, ISBN 3-7965-2228-9 (Gesamtdarstellung über die Schweizer Kartausen).
- Karl Suso Frank: Geschichte des christlichen Mönchtums. 6. Auflage. Primus-Verlag, Darmstadt 2010, ISBN 978-3-89678-687-6.
- David Knowles: Geschichte des christlichen Mönchtums. Benediktiner, Zisterzienser, Kartäuser. Kindler, München 1969, DNB 457241535.
- Gerhard Kölsch, Christoph Winterer: Die Kartause von Mainz. Kunst und Geschichte des ältesten Kartäuserklosters in Deutschland. Oppenheim 2021, ISBN 978-3-96176-160-9.
- Mönche der Kartause Marienau (Hrsg.): Kartause Marienau. Kunstverlag Josef Fink, Lindenberg 2004, ISBN 3-89870-184-0.
- Daniel Tibi:  Warum Kartäuserinnen Stola tragen. Zur Übergabe der Stola an Kartäusernonnen bei der Jungfrauenweihe nach der „Pratique de la bénédiction et consécration des Vierges“ von 1699 und dem „Rituel Cartusien de Consecration des Vierges“ von 1986. in: Ex Fonte – Journal of Ecumenical Studies in Liturgy 1 (2022), 169–190.
- Marijan Zadnikar, Adam Wienand (Hrsg.): Die Kartäuser. Der Orden der schweigenden Mönche. Wienand, Köln 1983.
- Hellmut Zschoch: Die Christenheit im Hoch- und Spätmittelalter. Von der Kirchenreform des 11. Jahrhunderts zu den Reformbestrebungen des 15. Jahrhunderts. Vandenhoeck & Ruprecht, Göttingen 2004, ISBN 3-8252-2520-8.

### Über den hl. Bruno
- Gerardo Posada: Der heilige Bruno, Vater der Kartäuser. Ein Sohn der Stadt Köln. Wienand, Köln 1987, ISBN 3-87909-157-9.

### Zur Ordensspiritualität
- Unter den Karthäusern: eine Beschreibung der Karthause Hain bei Düsseldorf und des Lebens ihrer Bewohner. Riffarth, Mönchengladbach 1892 (Digitalisierte Ausgabe der Universitäts- und Landesbibliothek Düsseldorf).
- Martin Beer: Dionysius’ des Kartäusers Lehre vom desiderium naturale des Menschen nach der Gottesschau. Hueber, München 1963.
- Willibald Bösen: Auf einsamer Straße zu Gott. Das Geheimnis der Kartäuser. Herder, Freiburg i. Br. 1987, ISBN 3-451-20997-7.
- Norbert Brox u. a. (Hrsg.): Frühe Kartäuserbriefe. 3. Auflage. Herder, Freiburg i. Br. 2002, ISBN 3-451-22220-5.
- Gabriel DiLorenzi (Hrsg.): Gott schauen. Echter, Würzburg 1996, ISBN 3-429-01758-0.
- Augustin Guillerand: Im Angesicht Gottes. Gebetserfahrungen eines Kartäusermönchs. Echter, Würzburg 1989, ISBN 3-429-01231-7.
- Rudi Holzberger: Kartäuser. Die Alternativen von Marienau. In: GEO 3/1987, S. 36–54.
- Robin Bruce Lockhart: Botschaft des Schweigens. Das verborgene Leben der Kartäuser. Echter, Würzburg 1992, ISBN 3-429-01087-X.
- S. Eva Singletary (Hrsg.): Wo die Wüste erblüht. Aus dem Erfahrungsschatz eines Einsiedlermönches. Neue Stadt, München 2004, ISBN 3-87996-632-X.
- Wolfgang Riehle (Hrsg.): Das Buch von der mystischen Kontemplation, genannt: Die Wolke des Nichtwissen. Worin die Seele sich mit Gott vereint. 7. Auflage. Herder, Freiburg i. Br. 2004, ISBN 3-89411-292-1.
- Robert Serrou: Kartäuser. Vom Leben in der Wüste. Echter, Würzburg 2002, ISBN 3-429-01944-3.
- Nancy Klein Maguire: In der Stille vieler kleiner Stunden. Goldmann, München 2007, ISBN 3-442-33776-3.
- Judith Kirchhofer, Bertram Jenisch (Hrsg.): Gemeinsam.einsam. Neue Erkenntnisse der Denkmalpflege zur Freiburger Kartause. In: Archäologische Informationen aus Baden-Württemberg 70, Landesamt für Denkmalpflege, Esslingen 2014, ISBN 978-3-942227-19-3.